# آغچه قشلاق سفلی
اغچه قشلاق سفلی یک روستا در ایران است که در دهستان سنجبد شمالی واقع شده‌است. اغچه قشلاق سفلی ۶۸ نفر جمعیت دارد.